# أكن أزترك
أكن أوزتورك (ولد في 21 فبراير عام 1952) هو جنرال سابق من فئة الأربع نجوم في سلاح الجو التركي، شغل منصب القائد الثلاثين للقوات الجوية التركية  حتى 4 آب / أغسطس 2015. وبعد انتهاء مهامه القيادية واصل عمله في عضوية المجلس العسكري الأعلى. 
قبض على أوزتورك في 16 يوليو 2016 بتهمة لعب دور قيادي في محاولة الانقلاب التركية الفاشلة عام 2016 في 15 يوليو، وجُرّد من رتبه العسكرية مطروداً من الجيش ، ووجهت إليه تهم الإخلال بالنظام العام والإرهاب والتآمر والخيانة. في 20 حزيران / يونيو 2019 حكم على أوزتورك بالسجن المؤبد.